# José Carvallo
José Aurelio Carvallo (Lima, 1 de março de 1986) é um futebolista peruano que atua como goleiro.[carece de fontes?]
Atualmente joga no Universitario, teve uma curta passagem nos Estados Unidos e atuou por dois anos no Club Sporting Cristal.

## Carreira
Ele foi formado nas divisões menores do Club Universitario de Deportes. Após uma breve passagem pelos Estados Unidos, voltou ao Peru e assinou pelo Sporting Cristal. Depois de não jogar muitos jogos, ele assinou com o Melgar de Arequipa em 2011. Ficou duas temporadas no time de Arequipa. Em dezembro de 2012, ele assinou por Universitario de Deportes por duas temporadas. Sua primeira partida foi disputada em 9 de fevereiro de 2013 contra o César Vallejo, uma partida que terminou com uma vitória por 1 a 0 para o Universitario. Carvallo se tornou o goleiro titular ao longo do ano e após uma boa campanha conseguiu derrotar o Real Garcilaso na final do campeonato peruano.
Em 2014 disputou o torneio nacional e a Copa Libertadores. Em 2015, para surpresa de muitos e apesar do bom nível demonstrado por Carvallo, o Universitario contratou Raúl Fernández, que vinha da MLS. A chegada de Raúl fez com que Carvallo perdesse a continuidade, pelo que a sua saída do clube era iminente.

## Títulos
Universitario de Deportes
- Liga Peruana: 2013[carece de fontes?]